# Landesverband Rechter Niederrhein im Bund Deutscher Karneval
Der Landesverband Rechter Niederrhein im Bund Deutscher Karneval e. V. (LRN) ist der Zusammenschluss aller Karnevalsvereine am rechten Niederrhein nördlich von Düsseldorf. 

## Organisation
Er umfasst alle Karnevalsvereine und -gemeinschaften, sowie Einzelmitglieder, Fördermitglieder und die einzelnen Stadt- und Kreisausschüsse in Duisburg, Oberhausen, Essen, Ratingen sowie in den rechtsrheinischen Teilen der Kreise Wesel und Kleve.
Sitz des Verbandes ist Duisburg.
Der Verband ist Mitglied im Bund Deutscher Karneval e. V. (BDK) und in der Närrischen Europäischen Gemeinschaft (NEG). Der Verband stellt den Kontakt zwischen dem BDK und den angeschlossenen Vereinen des LRN her.
Der Karneval ist also in Deutschland in der gleichen Weise organisiert wie die Sportvereine, die auch in Stadt- und Kreisverbänden sowie in Landesverbänden bundesweit organisiert sind.
Hauptzweck des Verbandes ist die „Förderung des karnevalistischen Brauchtums“, was die Förderung bei der Organisation karnevalistischer Sitzungen, des Straßenkarnevals und des Karnevalsnachwuchses umfasst.
Die Landesverbände pflegen den Karneval auf einer traditions- und landsmannschaftlich gebundenen Grundlage.
Der Landesverband ist die Vertretung des BDK auf dem Gebiet des Verbandsbereiches. Dabei berät und hilft er den Karnevalsvereinen, hält Kontakte zur Politik und zur Öffentlichkeit. Er legt besonderen Wert auf die Förderung bei der Durchführung von Turnieren für Karnevalsdarbietungen und unterhält ein umfangreiches Archiv zur Dokumentation der karnevalistischen Tradition im Verbandsgebiet.
Der LRN wurde am 31. Mai 1968 in Mülheim an der Ruhr gegründet und umfasste bei seiner Gründung 71 Mitglieder.
Präsident ist Dirk Bonkhoff, Geschäftsführerin ist Patricia Adamski.